# The White Buffalo (gruppo musicale)
The White Buffalo è un progetto musicale capitanato dal cantautore statunitense Jake Smith con la collaborazione di Matt Lynott alla batteria e Tommy Andrews al basso.
Il nome del gruppo rimanda al bisonte bianco, animale sacro alle tribù native americane.
Il loro stile è influenzato sia dal country o dal blues ma anche dal rock classico ed è caratterizzato dalla voce profonda di Smith, a metà strada tra quella di Eddie Vedder e quella di Bruce Springsteen mentre i testi narrano un'America passata, fatta di fuorilegge e strade polverose.

## Storia del gruppo
Jake Smith, originario dell'Oregon ma cresciuto in California, pubblica un primo album Hogtied Like a Rodeo nel 2002 utilizzando lo pseudonimo White Buffalo.
Nel 2005 pubblica l'EP omonimo prodotto da Kool G Murder degli Eels. Seguito da un altro EP l'anno successivo, The Lost and Found.  Ma è con l'album d'esordio del 2007, Hogtied Revisited rivitazione di molti brani del primo album, che lo fa conoscere agli addetti ai lavori e che gli permette di firmare con la Unison Music Group, etichetta sussidiaria delle EMI.
Alcuni loro brani sono stati utilizzati come colonna sonora della serie televisiva Sons of Anarchy (Sweet Hereafter, Damned e The Matador  nella terza stagione, e The Whistler nella quinta), e hanno interpretato il traditional The House of the Rising Sun, brano finale della quarta stagione, inserito nella colonna sonora della serie, Songs of Anarchy, uscita nel 2011.
Il loro brano Wrong è stato inserito nella colonna sonora del documentario di Chris Malloy sul surf, Shelter mentre Damned in quella della serie televisiva Californication
Dopo un altro EP, Prepare for Back & Blue uscito nel 2010, nel 2012 hanno pubblicato un nuovo album Once upon a Time in the West che ha ottenuto buone recensioni dalla critica di settore.
Il brano Wish It Was True tratta dall'album Once Upon a Time in the West è inserito nel terzo episodio della prima stagione della serie televisiva Marvel The Punisher.
A settembre 2013 ha visto la luce l'album Shadows, Greys and Evil Ways, concept composto da 14 tracce che raccontano la vita di Joey White, un outsider che torna a casa dopo la guerra e trova più violenza. Il tutto mentre cerca di rifarsi una vita lontano dal fronte e di riconciliarsi con la ragazza Jolene che aveva lasciato per "partir soldato". La formazione che ha registrato il disco è composta oltre a Jake Smith anche da Tom Andrews al basso e Mark Lynott alla batteria. Ha partecipato come ospite il violinista Jesse Greene.
Nel 2015 pubblica il suo quinto album, Love and the Death of Damnation. Musicalmente molto vario, molti brani hanno il suo tipico stile "Roots rock", mentre il brano Chico presenta elementi di musica latina; Last Call to Heaven fonde folk, jazz e blues; Come On Love, Come On In dal soul e gospel.
Nell'agosto 2017 Jake Smith pubblica due tracce (Avalon e The Observatory) tratte dall'album Darkest Darks, Lightest Lights, i brani, uscito il 6 ottobre 2017.
Nel 2020 il gruppo pubblica un nuovo lavoro, On The Widow’s Walk, prodotto da Shooter Jennings.

## Discografia
Album in studio
- 2002 - Hogtied Like a Rodeo
- 2008 - Hogtied Revisited
- 2012 - Once upon a Time in the West
- 2013 - Shadows, Greys and Evil Ways
- 2015 - Love and the Death of Damnation
- 2017 - Darkest Darks, Lightest Lights
- 2020 - On The Widow’s Walk
- 2022 - Year of the Dark Horse

EP
- 2005 - The White Buffalo EP
- 2006 - The Lost and Found
- 2010 - Prepare for Back & Blue